# مارتن شميت
مارتن شميت (بالألمانية: Martin Schmidt)‏ (24 مايو 1983 بهايلبرون في ألمانيا - ) هو لاعب كرة قدم ألماني في مركز الدفاع. لعب مع VfR Heilbronn ‏.

## روابط خارجية
- مارتن شميت على موقع قاعدة بيانات كرة القدم.إي يو (الإنجليزية)
- مارتن شميت على موقع عالم كرة القدم.نت (الإنجليزية)